# Juillet 2009 en économie (activité humaine)
| • Chronologie générale de l'économie • |

| • Chronologie générale de l'économie • |

| Années de l'économie : 2006 - 2007 - 2008 - 2009 - 2010 - 2011 - 2012    |
| Décennies de l'économie : 1970 - 1980 - 1990 - 2000 - 2010 - 2020 - 2030 |

2009 en économie : Janvier Février Mars Avril Mai Juin Juillet Août Septembre Octobre Novembre Décembre

## Chronologie

### Mercredi1erjuillet 2009
- Le groupe pharmaceutique suisse Roche annonce le lancement d'un programme d'accès au Tamiflu à destination des pays en développement qui pourront accéder au médicament antiviral à un prix réduit dans le cas d'une pandémie de grippe. Concrètement, quelque 70 pays pourront accéder au médicament le groupe stockera, à des prix réduits. Ces stocks seront envoyés aux pays concernés dans le cas d'une pandémie. Les pays pouvant bénéficier de ces prix préférentiels sont les États membres de l'Alliance mondiale pour les vaccins et l'immunisation (Gavi), à l'exception de l'Inde où le groupe a accordé une licence de fabrication d'une version générique du Tamiflu. Hors coûts de stockage, les prix pourraient ainsi été divisés par deux.

- Chine : Le constructeur d'automobiles General Motors, en coentreprise avec Shanghai Automotive Industry Group (SAIC), annonce avoir vendu près de 815.000 véhicules au premier semestre, soit une hausse de 38,0 % : « Le marché automobile chinois continue de dépasser les attentes de croissance [... Il] bénéficie des mesures de relance du gouvernement chinois et de la demande dans les plus petites villes et les zones rurales ». Il vise au moins le doublement de ses ventes annuelles à 2 millions d'unités dans les 5 ans. Il est en négociation  pour fonder une coentreprise de véhicules commerciaux. L'an dernier, 9,38 millions de véhicules ont été vendus en Chine dont environ 6 millions de voitures[1].

- Europe : selon l'agence européenne Eurofound, s'appuyant sur les résultats d'un sondage européen de 2007, environ 5 % des travailleurs européens travaillent au noir, dont un sur cinq  dans le secteur des services domestiques (ménage, garde d'enfants et soins aux personnes âgées). Le rapport met en évidence de grandes différences entre les pays dans le taux d'emplois non déclarés : Danemark (18 %), Lettonie (15 %), Pays-Bas (13 %), Estonie (11 %) Suède (10 %). En France ou en Belgique, le taux ne dépasse pas 6 %. Il tombe même à 3 % en Allemagne, en Espagne, en Italie ou au Portugal.

### Jeudi2 juillet 2009
- Selon l'Organisation mondiale du tourisme, l'activité touristique mondiale a reculé de 8 % entre janvier et avril derniers. D'une manière générale, tous les marchés ont été affectés par la crise économique et par la grippe H1N1. Compte tenu de ces résultats, l'OMT revoit ses prévisions pour 2009 à la baisse s'attendant à une contraction de l'activité de 4 à 6 %. Hormis l'Afrique (+3 %), toutes les régions du monde sont concernées par ce déclin de l'activité, -18 % pour le Moyen-Orient, -10 % pour l'Europe, -6 % pour la région Asie-Pacifique et -5 % pour l'Amérique[2].
- Selon l'Organisation mondiale du tourisme, pour la première fois depuis les attentats du 11 septembre 2001, les États-Unis sont redevenus la deuxième destination touristique mondiale, tandis que l'ensemble du secteur accentue son ralentissement. Les États-Unis sont premiers en recettes et désormais deuxième en arrivées (247 millions) après la France[3].

- Inde : l'économie indienne pourrait croître de plus de 7 % cette année mais ce chiffre « dépendra de la revitalisation de l'économie mondiale, et tout particulièrement de l'économie américaine ». La croissance pourrait tomber à 6,25 % si une reprise mondiale tarde à venir. Le PIB indien, estimé à 1 200 milliards de dollars, n'a crû que de 6,7 % au cours de l'exercice 2008-2009 qui s'est terminé au 31 mars, ce qui est le rythme le plus bas qu'ait connu le pays depuis 2003, mais avec un déficit budgétaire qui a atteint 6,2 % pour l'année fiscale précédente, gonflé par les mesures de protection prises par le gouvernement. Pour le ministère des finances, un retour aux 9 % qu'a connus le pays avant la crise financière et économique n'est possible qu'avec des réformes économique profondes[4].

- Union européenne : selon Eurostat, le taux de chômage dans la zone euro a atteint 9,5 % en mai, son plus haut niveau depuis mai 1999, soit 273 000 chômeurs de plus pour un total de 15,013 millions. Dans l'ensemble de l'Union européenne, le taux de chômage a atteint 8,9 % en mai, à son plus haut niveau depuis juin 2005.

### Vendredi3 juillet 2009
- Allemagne : le constructeur automobile chinois BAIC propose au gouvernement allemand de reprendre 51 % d'Opel pour 660 millions d'euros, mais avec une garantie publique de 2,64 milliards d'euros. Les 49 % restants resteraient la propriété de la maison-mère General Motors.

- Japon : l'administration fiscale réclame, aux deux filiales japonaises d'Amazon (ventes et logistiques), environ 119 millions de dollars pour n'avoir pas déclaré des revenus pendant trois années. Les revenus ont été déclarés aux États-Unis par la société Amazon International.

### Dimanche5 juillet 2009
- Allemagne : le ministre des Finances Peer Steinbrück et d'autres hauts responsables politiques allemands ont vivement critiqué dans la presse le peu d'empressement des banques à relancer le crédit. Selon le ministre, les banques empruntent actuellement beaucoup d'argent à la Bundesbank à des taux très faibles de 1 %, mais elles « investissent cet argent en devises, en titres à revenu fixe, et en actions plutôt que de le prêter sous forme de crédit » ce qui pourrait précipiter une crise du crédit au second semestre, alors que le devoir du gouvernement est d'assurer que l'économie obtienne les crédits dont elle a besoin pour tourner[5].

- États-Unis :
  - Un tribunal des faillites a approuvé le plan de restructuration du constructeur automobile General Motors, qui prévoit la vente de ses actifs sains à une nouvelle entité contrôlée par l’État américain. GM va se recentrer sur 4 marques principales, Buick, Cadillac, Chevrolet et GMC. Le nouveau GM est détenu à 60,8 % par l’État américain, à 11,7 % par l’État canadien, à 17,5 % par le syndicat automobile américain UAW et à 10 % par les créanciers[6].
  - Le vice-président Joe Biden reconnaît que l'administration du président Obama avait « mal interprété la santé, mauvaise de l'économie »  des États-Unis au moment de son entrée en fonctions. Il estime cependant que le plan de relance de 787 milliards de dollars approuvé en février devait être dépensé sur 18 mois et que les principaux programmes produiraient leurs effets emploi à partir de septembre[7].

### Lundi6 juillet 2009
- Selon le président de la Banque mondiale Robert Zoellick, les mesures protectionnistes mises en place par certains gouvernements pour contrer la crise économique risquent de « déraper » et les États ayant entrepris de telles mesures « jouent avec le feu »[8].

- Chine,  Italie : le président Hu Jintao est en visite officielle à Rome (Italie) où il a signé sept accords commerciaux d'une valeur de plus d'un milliard d'euros : usine de fabrication de voiture Fiat en Chine, développement des investissements chinois en Italie et des investissements italiens en Chine, entrée de l'assureur Generali pour 30 % dans une société chinoise de gestion du patrimoine.

- Union européenne :
  - La Commission européenne met en garde contre la poursuite sans fin de mesures de relance dans l'UE compte tenu de l'ampleur des déficits publics, au moment où la France prépare le lancement d'un vaste emprunt d’État visant à stimuler les dépenses d'investissement. Le commissaire aux Affaires économiques Joaquin Almunia estime que l'heure n'était « pas aux mesures de stimulation » de l'économie « mais à l'assainissement du système financier » pour regagner la confiance des acteurs économiques, ainsi qu'à la « consolidation » pour réduire les déséquilibres. Le président de la Commission européenne José Manuel Barroso « ne pense pas que la solution soit de continuer indéfiniment les politiques d'expansion » économique, « la solution est de revenir le plus vite possible à des finances publiques saines » et à une politique budgétaire « soutenable » à moyen terme.
  - Le président de l'Eurogroupe Jean-Claude Juncker estime que la zone euro n'est pas menacée par un danger de déflation malgré le recul des prix à la consommation de 0,1 % qu'elle a enregistré en juin, pour la première fois de son histoire. Ce phénomène devrait durer plusieurs mois à cause de la baisse des prix de l'énergie depuis l'été dernier mais aussi par la crise économique.

### Mardi7 juillet 2009
- Selon Pascal Lamy, directeur général de l'Organisation mondiale du commerce, « le pire de la crise en matière sociale est toujours à venir, ce qui veut dire que le pire de la crise en matière politique est toujours à venir ». Les répercussions de la crise serviront également de test de résistance à l'OMC en tant qu'institution capable de contenir le protectionnisme : Si vous voulez vraiment maintenir les échanges commerciaux ouverts, vous devez comprendre [...] que le meilleur moyen est de continuer à ouvrir les échanges commerciaux, d'où « l'urgence » de conclure le cycle de Doha pour la libéralisation des échanges. L'OMC a dénoncé de nouveaux dérapages protectionnistes parmi ses 153 pays membres et revu à la baisse des prévisions 2009 pour le commerce mondial, qui devrait plonger de 10 %, au niveau le plus bas depuis la Seconde Guerre mondiale[9].
- Les présidents français Nicolas Sarkozy et brésilien Luis Inacio Lula da Silva ont lancé un appel à la constitution d'une « Alliance pour le changement » au niveau mondial afin « d'accorder une attention prioritaire à la dimension sociale de la mondialisation » et « une place plus importante aux économies émergentes dynamiques »[10].
- Vatican : le pape Benoît XVI, dans sa première encyclique sociale, demande la création d'une « autorité politique mondiale » pour « assainir les économies frappées par la crise » et « prévenir son aggravation et de plus grands déséquilibres ». Ce texte de 150 pages intitulé « Caritas in veritate » fait le tour de l'ensemble des questions posées à la société actuelle. Cette autorité constituerait « un degré supérieur d'organisation à l'échelle internationale de type subsidiaire pour la gouvernance de la mondialisation » et devrait « procéder à un souhaitable désarmement intégral, arriver à la sécurité alimentaire, assurer la protection de l'environnement et réguler les flux migratoires ». Elle devra « être réglée par le droit, se conformer de manière cohérente aux principes de subsidiarité et de solidarité », « être ordonnée à la réalisation du bien commun », avoir « un pouvoir effectif pour assurer à chacun la sécurité, le respect de la justice et des droits » et posséder « la faculté de faire respecter ses décisions par les différentes parties » de même que « les mesures coordonnées adoptées par les divers forums internationaux »[11].

### Mercredi8 juillet 2009
- Chine :
  - Le groupe de téléphonie Ericsson a signé des contrats pour une valeur totale de 1,7 milliard de dollars (1,22 milliard d'euros) avec deux opérateurs chinois de téléphonie mobile, pour des équipements de communication mobile 2G/3G et les services liés pour 2009 avec deux des principaux opérateurs de télécoms chinois: China Mobile et China Unicom.
  - Arrestation pour espionnage présumé de quatre cadres du groupe minier Rio Tinto. Le groupe australien avait unilatéralement abandonné un accord accord stratégique conclu en février avec Chinalco qui devait permettre à la société chinoise de doubler sa participation dans son capital moyennant sa recapitalisation.

- États-Unis :
  - Selon la Réserve fédérale américaine, les crédits à la consommation ont continué de baisser en mai, pour le quatrième mois de suite, mais à un rythme bien moins rapide que le mois précédent. En rythme annuel, la baisse de l'encours atteint -1,5 % en mai, contre -7,8 % en avril. Les crédits à la consommation sont très importants pour l'économie américaine dans la mesure où ils financent une grande part des dépenses des ménages. L'encours des crédits renouvelables se montent à 928 milliards $ (-3,7 %) et celui des crédits non renouvelables atteint 1 591,6 milliards (-0,3 %).
  - Six personnes ont été arrêtées dans le cadre d'une enquête sur une escroquerie financière impliquant une firme de courtage de Wall Street. L'escroquerie qui porte sur un montant de 140 millions de dollars durait depuis une dizaine d'années.

- France :
  - L'emprunt obligataire lancé par EDF auprès des particuliers lui a permis de récolter au moins 3,2 milliards d'euros, trois fois plus que ce que le groupe, envisageait en lançant cette opération. Lourdement endetté, EDF était à la recherche d'argent pour investir dans des « programmes d'investissements importants » prévus pour les 10 à 15 prochaines années.
  - L'équipementier en télécommunication Alcatel-Lucent annonce aux syndicats un nouveau plan social d'un millier de suppressions d'emplois en France d'ici 2010.

- Japon : les faillites d'entreprises recensées se sont montées à 7 023 pour le premier semestre 2009 (6 022 1er sem. 2008 et 6 659 2e sem. 2008), à cause notamment de difficultés de financement dans le secteur de la construction immobilière et de la chute d'activité pour les sous-traitants de l'industrie. Il s'agit du septième trimestre d'augmentation d'affilée par rapport au précédent. Les faillites de ce semestre ont totalisé un montant impayé de 4 594 milliards de yens (34,5 milliards d'euros)[12].

- Union européenne :
  - Selon Eurostat, la zone euro a enregistré au premier trimestre 2009 un recul record de 2,5 % de son Produit intérieur brut par rapport au trimestre précédent, après -1,8 % au 4e trimestre 2008, -0,4 % au 3e et -0,3 % au 2e. Sur un an, le recul du PIB est de -4,9 % par rapport au premier trimestre de 2008.
  - La Commission européenne veut promouvoir des médicaments génériques moins chers en s'attaquant aux pratiques anticoncurrentielles du secteur pharmaceutique qui freinent leur développement via des procès interminables ou des ententes entre laboratoires. Selon une enquête, ces pratiques ont renchéri de 20 % les dépenses de santé des citoyens européens entre 2000 et 2007. Les génériques, copies de médicaments dont les brevets ont expiré, sont commercialisées en moyenne 40 % moins chers que leurs modèles de marque deux ans après leur entrée sur le marché, un argument de poids face aux déficits de beaucoup de systèmes d'assurance maladie européens. La Commission préconise la mise en place d'un brevet communautaire et d'un système de règlement des litiges spécialisé en matière de brevets en Europe[13].
  - La Commission européenne a infligé des amendes pour cartel de 553 millions d'euros chacune aux groupes énergétiques français GDF Suez et allemand E.ON pour infraction aux règles européennes concernant les livraisons de gaz naturel via le gazoduc Megal. Les deux entreprises s'étaient mises d'accord pour ne pas vendre le gaz acheminé sur le marché national de l'autre partie. C'est la deuxième plus grosse amende de ce type jamais imposée dans l'UE[14].

### Jeudi9 juillet 2009
- Afrique : le G8 et les grands pays émergents assurent qu'ils veulent conclure les négociations en 2010 avec le continent africain dans le cadre du cycle de Doha sur la libéralisation du commerce mondial. Les économies africaines, très tournées vers les exportations, sont fortement fragilisées par la crise économique mondiale. Selon le Fonds Monétaire International, la croissance de l'Afrique sub-saharienne devrait chuter à 1,5 % en 2009, après 5,5 % en 2008.

- Chine : selon l'Association chinoise des fabricants automobiles, les ventes de voitures fabriquées en Chine ont progressé de 36 % en juin en glissement annuel, grâce aux mesures gouvernementales destinées à favoriser la reprise économique. Pour le premier semestre 2009, les ventes d'automobiles ont augmenté de 17,7 % par rapport à la même période de l'année précédente, à 6,1 millions de véhicules, alors que la production a augmenté quant à elle de 15,2 %, à 6,0 millions de véhicules.

- France : le marché français des matériels de bâtiment et travaux publics s'est effondré de 68 % au premier semestre 2009, selon le Syndicat des entreprises internationales de matériels de travaux publics, mines et carrières, bâtiment et levage (Seimat). Pour l'ensemble de l'année 2009, le marché devrait baisser de 50 %, après une baisse de 14 % en 2008.

### Vendredi10 juillet 2009
- G8 : le président Barack Obama, s'exprimant lors du sommet du G-8, estime que le monde avait apparemment échappé à un effondrement économique mais qu'une pleine reprise économique était encore loin. Il estime que les dirigeants de la communauté internationale ont pris des mesures significatives pour traiter de dossiers liés à l'économie, l'environnement et la sécurité, et a évoqué un large « consensus » pour continuer à mener des actions en faveur du rétablissement de la croissance économique et des systèmes de régulation financière.

- Afrique :
  - Le président égyptien Hosni Moubarak demande aux dirigeants des pays riches du G8 de geler provisoirement les dettes des pays africains touchés par la crise économique et de ne pas se laisser tenter par le protectionnisme, lors du sommet G8 de L'Aquila (Italie). Il demande aussi aux pays riches de « fournir des crédits aux pays du continent à des conditions préférentielles », d'« explorer les moyens pour compenser le déficit prévu dans le financement du développement résultant de la crise actuelle de l'économie mondiale » et de « garantir que les plans de soutien à l'économie des grands pays industrialisés n'entraînent pas un développement des politiques protectionnistes et n'accroissent pas le déséquilibre du système commercial international »[15].
  - Les dirigeants des pays du G8 et de pays africains (Algérie, Angola, Égypte, Éthiopie, Libye, Nigeria, Sénégal, Afrique du Sud et Union africaine) invités au sommet de L'Aquila annoncent le renforcement de leur partenariat pour améliorer l'accès à l'eau sur le continent africain. Ils se disent « préoccupés par la pénurie croissante des ressources en eau et par le manque dramatique d'un accès durable à l'eau et aux systèmes sanitaires dans de nombreux pays africains », cette situation est un « des obstacles majeurs au développement durable, à la création de richesse et à l'éradication de la pauvreté » sur le continent. Les pays du G8 aideront notamment les pays africains à construire des infrastructures pour améliorer l'accès à l'eau. Ils s'engagent aussi à « améliorer la coordination » avec les donneurs pour que l'aide soit plus efficace et à faire en sorte que l'aide « reflète mieux les priorités nationales ». Les pays du G8 et les pays africains indiquent qu'ils vont continuer « à travailler pour consolider cette coopération en vue de présenter un partenariat renforcé G8-Afrique d'ici la fin de 2009 » et profiteront de la semaine africaine de l'Eau qui doit se tenir en novembre en Afrique du Sud pour avancer sur le sujet[16].

- Chine :
  - Le commerce extérieur de la Chine a été toujours en baisse en juin (-21,4 % sur un an) pour le huitième mois de déclin consécutif. Les importations ont chuté de 13,2 % sur un an.
  - La Chine a appelé à « maintenir une relative stabilité des taux de change des principales monnaies de réserve internationales et promouvoir un système monétaire international plus diversifié et raisonnable ».

- France : la SNCF annonce sa décision de lancer un appel d'offres pour 35 TGV destinés au trafic international, pour plus d'un milliard d'euros et souhaite prendre le contrôle d'Eurostar. Elle a cependant renoncé à passer une commande géante de plusieurs centaines de TGV, comme elle l'avait un temps envisagé. Ces rames de nouvelle génération, qui pourraient être en service à l'horizon 2015-2016, seront polyvalentes et conçues pour circuler sur les réseaux des pays voisins de la France, comme l'Allemagne.

### Lundi13 juillet 2009
- États-Unis :
  - Le déficit public a dépassé les 1.000 milliards de dollars sur les premiers neuf mois de l'exercice 2008-2009.
  - Le groupe de services financiers CIT Group, qui compte près d'un million de clients PME dans 50 pays, est en négociation pour trouver des moyens d'améliorer sa situation financière et éviter un dépôt de bilan. CIT gère plus de 75 milliards de dollars d'actifs et avait obtenu un apport d'environ 2,33 milliards de dollars de fonds gouvernementaux. Ses dettes de CIT s'élevaient au 31 mars à 68 milliards de dollars au total, dont 2,7 milliards venant à échéance en 2009 et 8 milliards l'an prochain. Des cessions d'activités lui avait permis de récupérer quelque 3,8 milliards de dollars[17].

### Mardi14 juillet 2009
- États-Unis : le responsable du groupe de travail sur l'industrie automobile américaine Steven Rattner (56 ans), soupçonné d'être impliqué dans une affaire de corruption, démissionne après 5 mois de travail, il est remplacé  par Ron Bloom[18].

- Union européenne : la production industrielle dans la zone euro s'est redressée de 0,5 % en mai comparé à avril, sa première hausse mensuelle depuis août 2008.

### Mercredi15 juillet 2009
- Abou Dabi : Gas Industries (Gasco) a annoncé avoir attribué à des firmes ou consortiums internationaux des projets gaziers dans l'émirat pour 34 milliards de dirhams (9,2 milliards de dollars) au total. Les projets portent sur la conception, la construction, l'équipement et la gestion d'usines de traitement et des lignes de production de gaz[19].

### Jeudi16 juillet 2009
- États-Unis : la police espagnole a arrêté à Marbella (Espagne) un ancien courtier de Wall Street, Julian Tzolov, de nationalité bulgare, qui travaillait pour la banque Crédit suisse. En fuite, il est accusé par les autorités américaines d'avoir escroqué avec un autre trader des clients pour un montant de plus de 400 millions de dollars (285 millions d'euros), en leur faisant croire qu'ils avaient acheté des produits d'investissement sûrs adossés à des prêts étudiants alors qu'il s'agissait de titres liés à des crédits immobiliers à risque[20].

- France : 
  - Le trafic passagers d'Aéroports de Paris (Roissy-Charles de Gaulle, Orly et le Bourget), a baissé de 6,4 % sur les six premiers mois de 2009. Le taux de remplissage des avions s'élève à 75,8 % en juin 2009 contre 76,5 % en juin 2008.
  - Le Fonds monétaire international a annoncé que son conseil d'administration avait ratifié un accord prévoyant un prêt de 15 milliards de dollars mis à disposition par la France pour accroître les ressources de l'institution internationale. Ce prêt entre dans le cadre de l'engagement global de 100 milliards de dollars (75 milliards d'euros) pris par l'Union européenne.

### Vendredi17 juillet 2009
- France : lancement du programme « Nano2012 » de 2,3 milliards d'euros par le groupe électronique STMicroelectronics concernant ses activités stratégiques de recherche et de développement sur son site de Crolles (Isère).

- Union européenne : La balance commerciale des 27 pays de l'UE accuse un déficit de 6,8 milliards d'euros en mai contre un déficit de 7,8 milliards d'euros en avril. La zone euro connaît un excédent commercial de 1,9 milliard d'euros en mai après 2,7 milliards en avril.

### Samedi18 juillet 2009
- Union européenne : le président de la Banque centrale européenne Jean-Claude Trichet déclare : « D'une manière générale, les Européens de la zone euro dépensent, en proportion du produit intérieur brut, plus que les autres pays industrialisés (...), et au sein de la zone euro, la France a la plus importante dépense publique [...] je crois que ce qui est très important, c'est de définir les priorités, de faire la reprioritisation de l'ensemble des dépenses [...] quand vous dépensez plus que les autres, c'est probablement qu'il y a beaucoup de dépenses qu'il faudrait éviter de faire [...] on dépense trop, il faut diminuer les dépenses ».

### Lundi20 juillet 2009
- France : la SNCF annonce la reconfiguration de sa branche fret, en réduisant notamment son activité de « wagon isolé » (activité sur mesure pour des quantités limitées) afin d'en limiter les pertes, et se lancer dans le fret à grand vitesse. L'activité fret serait en perte de 600 millions d'euros en 2009 dont plus de 350 dans la messagerie ferroviaire. Cette reconfiguration s'accompagnera d'une hausse de la tarification « afin de la rapprocher du coût de revient ». Les économies réalisées devraient servir à lancer six projets, dont le TGV fret[21].

- Islande : l’État islandais annonce la recapitalisation des trois principales banques islandaises (Islandsbanki, New Kaupthing et New Landsbanki), qui avaient été nationalisées en urgence en octobre à cause de la crise financière internationale, à hauteur de 270 milliards de couronnes (1,5 milliard d'euros). Cette année, l'économie islandaise devrait subir une récession de plus de 10 %. Le système financier islandais, qui avait représenté jusqu'à 11 fois le produit intérieur brut s'est effondré en octobre 2008 lors de la tourmente boursière mondiale, entraînant le plongeon de la couronne islandaise, un bond spectaculaire du chômage, et quelques mois plus tard, la démission du gouvernement.

- Russie : le chômage a continué de reculer en juin, s'établissant à 6,3 millions de personnes, soit 8,3 % de la population active. Quelque 1,8 million de personnes ont touché en juin une allocation de chômage. La population active en Russie s'élevait en juin à 76,1 millions de personnes, soit plus de 53 % de l'ensemble de la population du pays.

### Mardi21 juillet 2009
- Hors Chine, la consommation de cuivre est restée faible : sur un an, elle a baissé de 23 % dans l'Union européenne, de 42 % aux États-Unis et de 23 % au Japon, trois régions représentant actuellement 30 % de la consommation mondiale.

- États-Unis :
  - Coca-Cola annonce pour le deuxième trimestre un bond de 33 % des volumes vendus en Inde, de 14 % en Chine, mais un recul de 2 % en Amérique du Nord et de 1 % dans la région Europe.
  - Le transporteur aérien Continental Airlines, basé à Houston (Texas), annonce la suppression de 1 700 emplois, soit environ 4 % de ses effectifs mondiaux, pour faire face à des pertes qui s'accentuent. Ces suppressions s'ajoutent à une réduction de 500 postes chez ses agents de réservation. De plus certains services vont devenir payants.

### Mercredi22 juillet 2009
- États-Unis :
  - Apple annonce avoir écoulé 5,2 millions d'iPhone dans le monde entre fin mars et fin juin, soit une hausse de 626 % par rapport à la même période en 2008. Cette explosion des ventes d'iPhone est en partie liée à la sortie, le 18 juin dernier, de la nouvelle version du smartphone, l'iPhone 3G S et 3G. Ls utilisateurs ont téléchargé plus de 1,5 milliard d'applications à partir de App Store. D'autre part, Apple a écoulé lors de la même période 10,2 millions de baladeurs iPod, en baisse de 7 %.
  - Le groupe de cosmétiques Avon Products annonce la suppression de 1 200 emplois dans le monde d'ici 2013, soit 2,8 % de ses effectifs, et la fermeture des sites de Springdale (Ohio), de Neufahrn bei Freising (Allemagne). 1 100 autres emplois sont concernés par des transferts d'activités.

- Italie : la France et l'Italie ont signé à Rome un accord de coopération dans le domaine de la recherche nucléaire et des énergies renouvelables, entre les présidents du Commissariat français à l'énergie atomique (CEA), Bernard Bigot, et de l'entité italienne pour les nouvelles technologies, l'énergie et l'environnement (ENEA), Luigi Paganetto. Cet accord-cadre de coopération en matière de nucléaire civil couvre toute la filière, de la recherche au traitement des déchets en passant par la construction des centrales. Selon le ministre du Développement économique Claudio Scajola : « L'Italie est rentrée à nouveau dans le nucléaire. Les Italiens ont compris que sans énergie, il n'y a pas de développement et que sans énergie nucléaire, il n'y a pas de compétitivité économique »[22].

### Jeudi23 juillet 2009
- États-Unis : le constructeur automobile Ford Motor annonce un retour au bénéfice trimestriel de 2,3 milliards de dollars contre une perte de 8,7 milliards l'an passé grâce à des profits exceptionnels de 2,8 milliards. Il est le seul parmi les constructeurs américains à ne pas avoir déposé le bilan cette année. Ford estime « rester en bonne voie » pour achever ses objectifs de retour durable à la rentabilité à l'horizon 2011[23].

- France :
  - Le groupe de matériaux de construction et de distribution Saint-Gobain, confronté à la crise annonce la fermeture de plusieurs sites de production et d'agences de distribution.
  - La prestigieuse agence de photojournalisme Gamma, fondée en 1966 à Paris, annonce son dépôt de bilan pour le 30 juillet. Eyedea Presse, détenue par le fonds d'investissements français Green Recovery, regroupe notamment les agences photographiques Gamma et Rapho et emploie 55 salariés, dont 14 photographes. L'entité est très endettée, cumulant chaque mois des pertes de plusieurs centaines de milliers d'euros.

### Vendredi24 juillet 2009
- Union européenne : le groupe Eurotunnel annonce une perte de 8 millions d'euros sur le premier semestre, contre un bénéfice de 22 millions d'euros un an auparavant, en raison d'une activité perturbée par l'incendie du tunnel sous la Manche qui a eu lieu en septembre 2008. La pleine capacité du tunnel a été retrouvée seulement le 10 février 2010 pour les navettes d’Eurotunnel et le 23 février pour Eurostar. Le résultat de l'exercice 2009 sera positif si la totalité des indemnités liées à l'incendie sont versées avant la fin de l'année par les assureurs.

### Lundi27 juillet 2009
- Espagne : le FC Barcelone, qui connaît de grands succès sportifs, a dégagé un bénéfice net de 8,8 millions d'euros pour l'exercice 2008-2009 pour des revenus d'exploitation à 384,8 millions d'euros. Le Barça, fondé en 1899, est l'un des clubs les plus titrés du football européen avec 19 titres de champion d'Espagne, 24 Coupes d'Espagne et trois Ligues des champions (1992, 2006 et 2009). En 2009, il a remporté la Ligue des champions, le Championnat et la Coupe d'Espagne, signant un triplé historique pour un club espagnol, prévoit un budget record de 405 millions d'euros pour 2009-10. Sa dette se monte à 202 millions d'euros en augmentation de 12 millions en un an.

- Géorgie : le Fonds monétaire international annonce avoir trouvé un accord avec la Géorgie pour proposer un accroissement de plus de moitié du prêt accordé en septembre, soit une rallonge de 420 millions de dollars, ce qui porterait le prêt à 1,164 milliard de dollars jusqu'en juin 2011. Cette augmentation du prêt viendrait selon le FMI « aider à soutenir les politiques économiques mises en place par les autorités pour contrer les pressions découlant de la crise économique et financière internationale, qui est venue s'ajouter aux perturbations causées par le conflit avec la Russie » alors que le FMI a salué « les résultats solides en matière de réformes et les bonnes performances ». En novembre 2008, la monnaie, le lari, avait été dévalué de 17 %[24].

- Lettonie : le ministre des Finances Einars Repse annonce que la Lettonie a obtenu une nouvelle tranche d'aide européenne à hauteur de 1,2 milliard d'euros. Une tranche de 600 millions d'euros est destiné à assainir les dépenses publiques et l'autre à stabiliser le secteur financier. L'aide consentie par l'UE fait partie du programme de décembre de sauvetage international de 7,5 milliards d'euros, dirigé par le FMI. Le PIB de la Lettonie devrait chuter de 18 % en 2009[25].

- Union européenne : les ministres des Affaires étrangères de l'UE ont accepté de négocier un accord permettant aux États-Unis de continuer à accéder temporairement aux informations bancaires du réseau Swift dans le cadre de la lutte antiterroriste, mais « seulement à la suite d'une vérification de la légalité de leurs demandes et sous contrôle judiciaire strict ». Cette initiative suscite de nombreuses craintes en Europe[26].

### Mardi28 juillet 2009
- Allemagne : la Deutsche Bank annonce un bénéfice net du second trimestre de 1,1 milliard d'euros (+68 %), grâce à une reprise des marchés de capitaux, des marchés obligataires des pays émergents et de se division « banque d'investissement », mais a du augmenter de 1 milliard € ses provisions sur les crédits à risque. Le président du directoire Josef Ackermann estime sa banque bien armée pour face aux incertitudes liées à la récession.

- France :
  - le nombre de permis de construire de logements neufs en France a reculé de 32,3 % entre avril et juin 2009, comparé à la même période un an plus tôt. Sur le premier semestre 2009, le nombre de permis de construire s'est élevé à 168 930, soit une baisse de 28,5 % par rapport à la même période de 2008.
  - L'Autorité des marchés financiers (AMF) met en cause 7 dirigeants d'Airbus et d'EADS pour des délits d'initiés dans le cadre du programme A380. Ces dirigeants, qui disposaient d'informations sur les retards du programme A380, ont exercé leurs options de vente avant leur publication[27].

### Mercredi29 juillet 2009
- Fonds monétaire international :
  - Le FMI annonce la suspension du paiement des intérêts dus par les pays pauvres jusqu'à fin 2011 et un important accroissement des prêts à 17 milliards de dollars[28].
  - Le directeur général du FMI, Dominique Strauss-Kahn s'est dit « scandalisé » par le retour des bonus dans les banques malgré la crise économique : que « cet appât du gain, cet argent facile, cette façon de prendre des risques inconsidérés pour gagner de l'argent, revienne aussi vite [...] ça me scandalise » déplorant le manque de « réglementations qui empêchent cela, qui empêchent qu'un petit groupe d'hommes et de femmes attirés par le gain entraînent l'ensemble de l'économie de la planète dans la catastrophe »[29].

- France
  - Le ministre de l'Industrie Christian Estrosi qualifie d' « erreur » le rachat de l'américain Lucent Technologies par le groupe Alcatel fin 2006. Depuis la fusion le groupe a procédé à plusieurs plans de restructuration, avec au total 17.500 suppressions d'emplois d'ici à fin 2009, dont plus de 2 000 en France, et a accumulé les difficultés.
  - Le groupe pharmaceutique Sanofi-Aventis, en pleine restructuration, annonce qu'il entendait économiser deux milliards d'euros d'ici 2013, ce qui devrait lui permettre de se préparer à la perte programmée de brevets protégeant ses médicaments-phares au profit de fabricants de génériques. Le laboratoire emploie environ 100 000 personnes dans le monde.
  - Le groupe automobile PSA, touché par un recul de son chiffre d'affaires, annonce une perte nette de 962 millions d'euros au premier semestre.

- Luxembourg : Le groupe sidérurgique ArcelorMittal (N°1 mondial) annonce au second trimestre une perte de 581 millions d'euros pour le troisième consécutif à cause de la chute de la demande en acier de secteurs comme l'automobile et la construction. Les ventes ont chuté de moitié 11,14 milliards d'euros. Les effectifs ont chuté de 20 000 employés sur le premier semestre[30].

### Jeudi30 juillet 2009
- Selon le Fonds monétaire international, la dette publique des pays développés, avec la nécessité de soutenir l'économie et le secteur financier, devrait atteindre en moyenne 120 % du produit intérieur brut en 2014, soit 40 points de plus qu'avant la crise économique[31].

- Allemagne : les ventes de bière ont chuté de 4,5 % sur un an, le chiffre le plus bas depuis les premières statistiques dans l'Allemagne réunifiée. Météo maussade, hausse des prix, et extension de l'interdiction de fumer dans les bars ont pesé cette année sur la consommation de bière en Allemagne, qui a chuté à son plus bas niveau depuis 1991 selon l'Office fédéral des statistiques. De janvier à juin 2009, les brasseries et les magasins allemands ont écoulé 49,3 millions d'hectolitres de bières (-2,3 millions d'hectolitres). Les ventes de « bières mélangées » ont également chuté de 7,4 %. Les Allemands ont consommé en 2008, 111,1 litres de bière par personne et 20,7 litres de vin. Les brasseurs allemands ont exporté 5,5 millions d'hectolitres de bière vers les autres pays européens et 1,5 million vers le reste du monde.

- Dubaï : le géant immobilier Emaar Properties annonce des pertes de 350 millions de dollars au deuxième trimestre 2009 essentiellement dues au résultat négatif de 470 millions de dollars de son unité américaine JL Homes mise en liquidation. Au cours de la même période de 2008, la société avait fait un bénéfice de 572 millions de dollars[32].

- France :
  - Selon son PDG Pierre Gadonneix, le mouvement de grève qui a affecté les centrales nucléaires d'EDF au printemps a coûté 270 millions d'euros au producteur d'électricité. Ce coût « est essentiellement lié à une perte de production nucléaire » estimée à 7,6 térawattheures (TWh, milliards de kWh).
  - Le groupe automobile Renault, touché par un recul de son chiffre d'affaires de près de 24 % lié à la crise de l'automobile, annonce une perte nette de 2,712 milliards d'euros au premier semestre, mais maintient son objectif d'une part de marché en hausse sur l'année. Selon son PDG Carlos Ghosn : « Nous préparons déjà le Renault de l'après-crise avec la commercialisation en masse de véhicules zéro émission dès 2011, l'élargissement de la gamme "entry", un renforcement de notre présence dans les pays émergents, l'accélération des synergies avec Nissan ».
  - Les ministères de la Recherche et du Développement durable annoncent la création d'une « Alliance dans le domaine de l'énergie » coordonnant les efforts dans ce secteur du CNRS, de l'Institut français du pétrole et du Commissariat à l'énergie atomique, « allant de la recherche fondamentale à la mise au point de démonstrateurs à des fins d'applications industrielles ». Outre les trois membres fondateurs (CNRS, CEA, IFP) elle intégrera comme membres associés les universités et grands organismes (Andra, BRGM, Ifremer, Inra, etc.).

### Vendredi31 juillet 2009
- France : le Fonds monétaire international estime que la dette publique de la France devrait atteindre en moyenne 95,5 % de son produit intérieur brut en 2014, contre environ 73 % actuellement et 63,8 % avant la crise. En France, la dette publique (État, sécurité sociale et collectivités locales) a augmenté de 86,5 milliards d'euros au premier trimestre 2009 par rapport au trimestre précédent pour atteindre 1 413,6 milliards, soit « approximativement » 72,9 % du PIB. Selon le ministère du Budget, la dette publique est attendue à 77 % du PIB à la fin 2009, 83 % en 2010, 86 % en 2011 et 88 % en 2012, en lien avec l'envolée du déficit public et la crise économique.